# Кидония
Кидония (др.-греч. Κῠδωνία) — полис в античной Греции, на северо-западном побережья Крита, на территории современного греческого города Ханья. Местонахождение Кидонии установил в XIX в. Роберт Пэшли на основании изучения исторических источников, однако первые раскопки были проведены лишь в XX веке.
По одной из легенд, был основан царем Кидоном, сыном бога Гермеса и Акаллы, дочери Миноса. Соперничал с Кноссом и Гортиной, позднее стал колонией Закинфа, потом Самоса, и в конце концов Эгины.
В эпоху минойской и микенской цивилизаций (середина — конец II тыс. до н. э.) вокруг Кидонии обитал малочисленный народ кидоны, которых Гомер отличал от других народов Крита (минойцев, ахейцев и пеласгов).
По преданию, в Кидонии впервые стали выращивать айву. Из-за этого греки называли айву кидонским яблоком (μῆλον Κυδώνιον). Отсюда происходят названия этого растения во многих языках (лат. cydonia, фр. coing, англ. quince). Кнут Кнутссон производил от cydonia славянское слово «дыня» (указывая на сходную форму разрезанных айвы и дыни).
Уроженцами города были скульпторы V века до н. э. Аристокл Кидонский и Кресил.

## Прочие эпонимы
- регион в северном полушарии Марса
- Beneath the Crimson Vaults of Cydonia — песня группы Bal-Sagoth
- Knights of Cydonia — песня группы Muse